# Fågelfors kyrka
Fågelfors kyrka är en kyrkobyggnad som tillhör Fågelfors församling i Växjö stift. Kyrkan ligger i tätorten Fågelfors.

## Kyrkobyggnaden
Kyrkan uppfördes 1884 efter ritningar av arkitekt Gustaf Dahl. Sockenbor byggde kyrkan med hjälp av brukspatron kapten J M Ekströmer.
En genomgripande restaurering genomfördes 1963 - 1964 då kyrkan till största delen återfick sitt ursprungliga utseende.
Kyrkorummet består av ett långhus och ett öppet kor som skiljs åt av en romansk rundbåge i medeltida stil.

## Inventarier
- Dopfunten av grå ölandssten skänktes till kyrkan 1964. Funten är ritad av skulptören Eric Sand, Strängnäs.
- En ambo, ett processionskors och en påskljusstake är utförda av träkonstnären Allan Lindholm, Oskarshamn.
- I tornet hänger kyrkklockor från 1400-talet.
- På korgolvet ligger en stor matta som är utformad och vävd av Kalmarkonstnären Ann-Mari Holke.

### Orgel
- 1885 byggde Åkerman & Lund, Stockholm, en orgel med 8 stämmor till kyrkan.
- Orgeln är byggd 1949 av Åkerman & Lund, Sundbybergs stad. Orgeln är pneumatisk och har fria och fasta kombinationer.

| Huvudverk I         | Svällverk II      | Pedal       | Koppel |
| Principal 8’        | Rörflöjt 8’       | Subbas 16’  | I/P    |
| Flûte harmonique 8’ | Salicional 8’     | Gedackt 8’  | II/P   |
| Oktava 4’           | Principal 4’      | Koralbas 4' | II/I   |
| Spetsflöjt 4’       | Gemshorn 4’       |             |        |
| Oktava 2’           | Nasard 2 2/3'     |             |        |
| Mixtur 3-4 ch       | Blockflöjt 2'     |             |        |
| Trumpet 8'          | Krumhorn 8'       |             |        |
|                     | Tremulant         |             |        |
|                     | Crescendosvällare |             |        |

### Webbkällor
- byggnadspresentation
- Kalmar läns museum
- Wikimedia Commons har media som rör Fågelfors kyrka.